# Nixon in China
Nixon in China (en català, Nixon a la Xina) és una òpera en tres actes amb música minimalista del compositor estatunidenc John Adams sobre un llibret d'Alice Goodman. La trama tracta la visita d’estat que va realitzar al 1972 l'aleshores president dels Estats Units, Richard Nixon, a la República Popular de la Xina, en aquell moment controlada per la dictadura comunista de Mao Zedong. Aquest esdeveniment, àmpliament cobert pels medis de comunicació americans, va suposar una important obertura diplomàtica entre un Orient i Occident que s'havien aïllat entre sí durant la Guerra Freda.
L'obra es va estrenar sota la direcció de Peter Sellars i amb coreografia de Mark Morris a la Houston Grand Opera, el 22 d'octubre de 1987 i, encara que va rebre en un principi crítiques de tota mena, s'ha vist representada en múltiples ocasions al llarg del món de llavors ençà, consolidant-se com una important contribució al repertori operístic anglòfon i del segle xx.

## Desenvolupament
La idea original del projecte li va ser proposada a Adams pel director teatral Peter Sellars, conegut per les seves provocadores i controvertides produccions d'òperes del repertori clàssic. Ambdós havien estudiat junts a laUniversitat Harvard, i aquest últim es trobaba profundament interessat per la visita que havia realitzat el president Nixon a Xina l'any 1972. Sellars apreciaba la natura contradictòria d'aquest esdeveniment, considerant-lo tant "una estratagema electoral ridículament cínica... i un gran avenç històric". Adams tenia els seus dubtes (creia que Sellars li proposava una obra satírica) pero va acabar acceptant la col·laboració, prenent el projecte com una oportunitat de mostrar com els orígens mítics es podien mostrar a la història contemporànea. L'obra no seria una sàtira, doncs, sinó una òpera heroica, amb un llibret en versos apariats escrit per una nova addició a l'equip creatiu: Alice Goodman, una altra antiga alumna de Harvard.
El llibret fou completat entre 1985 i 1986, després d'una àmplia consulta de fonts per inspiració, que incloien des de les biografies o memòries oficials dels diferents integrants de l'acció fins a pamflets propagandístics o la pròpia poesia escrita per Mao Zedong. Tant Goodman en el seu text com Adams en la seva música tractaren d'aprofundir en les personalitats dels personatges més enllà de les seves ideologies polítiques, encara que ocasionalment les seves caracteritzacions no coincidien o es trobaven en discordança amb les idees de Sellars, provocant aferrissades discussions entre els tres. Malgrat això, els tres posaren les seves diferències creatives a un costat pel bé de l'obra, amb Goodman comentant, al capdavall: "Aquesta col·laboració ha sigut polifònica. Ens hem esforçat en convertir els nostres desacords en contrapunts; no en fer-nos callar entre nosaltres sinó, com els personatges dins de l'òpera, ser cadascun tan eloqüent com ens sigui possible.".

## Argument
La trama té lloc a Pequín i les seves rodalies, al llarg dels set dies del mes de febrer de 1972 que va durar la visita oficial.

### Primer Acte
Esperant l'arribada a l'aeroport de Pequín de l'aeroplà que transporta el president Nixon i la seva delegació, els contingents de l'exèrcit i ciutadans xinesos canten les Tres Regles de Disciplina i Vuit Punts d'Atenció, una doctrina militar emesa per Mao i els seus associats durant la Guerra Civil Xinesa ("Soldiers of heaven hold the sky", "The people are the heroes now"). Després d'un interludi orquestral que musicalitza l'aterratge de l'avió presidencial, en surten Richard Nixon; Pat, la seva esposa i Primera Dama; així com Henry Kissinger, el secrerari de l'Estat. Zhou Enlai, el Primer Ministre xinés, els dona la benvinguda mentre que Nixon reflexiona sobre la importància històrica de l'esdeveniment i les seves preocupacions i esperances per la visita ("News has a kind of mistery").
La següent escena dramatitza una reunió que es va donar entre Nixon i Kissinger, acompanyats de Zhou i Mao Zedong. El dictador, vell i malalt (havia sigut hospitalitzat uns dies abans de la reunió i, de fet, moriria a finals d'eixe mateix any a causa d'un atac cardíac), entra seguit per tres secretàries que al llarg de l'assemblea repetiran, prefiguraran o amplificaran vocalment els seus comentaris. Un intent de conversa banal entre les dues parts es torna ràpidament en incomprensió i desconcert per part dels americans, que no arriben a comprendre els obscurs i impenetrables raonaments del líder.
L'ambientació canvia a un banquet celebrat en honor de la delegació estrangera al Gran Saló del Poble, en la Plaça de Tian'anmen. En un ambient de solemnitat, Zhou brinda pels visitants estatunidencs ("Ladies and gentlemen, comrades and friends"), discurs al qual Nixon respon amb un brindis ("Mr. Premier, distinguished guests"), agraïnt la rebuda que els ha sigut donada al país i expressant la seva voluntat d'obrir nous vincles entre la Xina i els Estats Units. L'atmosfera es torna progressivament jovial i festiva, amb més brindis successius ("Cheers!") que culminen en Nixon (que havia sigut, al cap i a la fi, l'anti-comunista més prominent del panorama polític americà durant la Guerra Freda) declarant: "Em vaig oposar a la Xina. Estava equivocat.".

### Segon Acte
Guiada per les tres secretàries, Pat Nixon visita els principals punts d'interés històric i cultural del Pequín comunista i imperial. Passa també, entre altres llocs, per una clínica sanitaria, una escola primària i una fàbrica, els obrers de la qual li regalen un petit elefant de vidre (símbol, com ella els informa alegrement, del Partit Republicà estadounidenc). El recorregut emociona profundament la Primera Dama, que canta davant del Palau d'Estiu les seves visions d'una futura pau entre tots els pobles del món ("This is prophetic!").
A la tarda, la delegació estadounidenca assisteix a una representació del ballet-òpera comunista El destacament femení roig, entreteniment propagandístic concebut per la temible Jian Qing (també coneguda com a Madame Mao), actriu, directora artística del règim maoista i quarta esposa del dictador. L'obra presenta la gloriosa victòria d'unes valentes treballadores revolucionàries sobre un terratinent malvat i abusiu. Els Nixon es veuen fortament trastocats pels esdeveniments representats, amb Pat botant sobre l'escenari per a defendre la protagonista d'uns flagells que considera reals. Davant d'aquesta intransigència, Jian Qing irromp iracunda en escena. Enfadada per l'errònea interpretació del seu ballet, carrega contra espectadors i intèrprets per igual en una terrorífica ària de coloratura ("I am the wife of Mao Tse-tung"), mentre un cor revolucionari exalça les seves paraules.

### Tercer Acte
És l'última nit dels americans a Pequín, i tots els personatges es troben a les seves respectives habitacions. En una successió quasi onírica i surreal de diàlegs, escoltem les reflexions de Richard Nixon i Pat per un costat (el president rememora el seu temps com a soldat en la Segona Guerra Mundial a través de les cartes enviades a la seva dona en aquella época), i de Mao i Jian Qing per l'altre (la parella evoca la seva primera trobada, la Llarga Marxa que els portà al poder i ballen un foxtrot a la part de darrere de l'escenari). Separats de la resta, Kissinger i Zhou Enlai tracten de redactar un comunicat que assenti les bases d'una política diplomàtica conjunta entre els seus països, però sense molt d'èxit. Poc a poc, els personatges es van adormint, i queda a soles Zhou en escena (el Primer Ministre era conegut pel seu insomni). Zhou medita sobre els esdeveniments ocorreguts, preguntant-se sobre el valor de la visita i dubtant sobre la validesa de les decisions preses pel gobern de la Revolució Cultural. Ara ja és tard, però, i l'òpera es tanca en una nota enigmàtica i ombrívola: Els ocells el criden per a continuar el seu treball, mentre que "fora d'aquesta cambra, la fredor de gràcia jeu pesadament sobre l'herba del matí".

## Rols principals
| Nom del personatge (amb romanització pinyin)          | Tipologia vocal       | Elenc de la primera producció (Houston Grand Opera, 1987) Director: John DeMain |
| ----------------------------------------------------- | --------------------- | ------------------------------------------------------------------------------- |
| Richard Nixon                                         | Baríton               | James Maddalena                                                                 |
| Pat Nixon                                             | Soprano lírica        | Carolann Page                                                                   |
| Chou En-lai (Zhou Enlai)                              | Baríton               | Sanford Sylvan                                                                  |
| Mao Tse-tung (Mao Zedong)                             | Tenor                 | John Duykers                                                                    |
| Henry Kissinger                                       | Baix-baríton          | Thomas Hammons                                                                  |
| Chiang Ch'ing (Jian Qing) / Madame Mao                | Soprano de coloratura | Trudy Ellen Craney                                                              |
| Nancy Tang (Tang Wensheng), Primera Secretària de Mao | Mezzosoprano          | Mari Opatz                                                                      |
| Segona Secretària de Mao                              | Contralt              | Stephanie Friedman                                                              |
| Tercera Secretària de Mao                             | Contralt              | Marion Dry                                                                      |
| Ballarins, milicia, ciutadans de Pequín               |                       |                                                                                 |

## Anàlisi estructural, dramatúrgica i narrativa
L'òpera, com hem esmentat, es troba estructurada en tres actes, cadascun més curt que l'anterior (seixanta, cinquanta i trenta minuts aproximats de duració, respectivament) i amb un nombre decreixent d'escenes per acte (tres, dos i una), afavorint el que Joan Matabosch anomena "un efecte de desaceleració temporal". Aquesta organització es veu també acompanyada per una lenta immersió narrativa en el món íntim dels personatges. A mesura que l'obra avança, l'artifici mediàtic va deixant pas a visions cada vegada més properes dels personatges, "invitant (...) a que es reveli la seva dimensió humana, a que les seves inseguritats, pors i frustracions es posin en evidència, a vegades dolorosament."
És aquest un despullament emocional que es posa en relleu principalment al tercer acte de l'obra. Després d'un primer acte dominat pels personatges masculins (Nixon, Zhou, Mao) en què el focus narratiu es veu sempre influït o filtrat pels mitjans de comunicació oficials, i un segon acte on les dones (Pat Nixon, Jian Qing) tenen més protagonisme, el moviment conclusiu de l'obra ens presenta una "galeria de personatges insatisfets":"De sobte, ens trobem davant de figures vulnerables, humanes, esgotades, que tenen dubtes sobre els camins que han escollit i sobre les seves accions en el passat." Tant els Nixon com els Mao es troben "igual de paralitzats pels seus pensaments més secrets i un desig desesperat de tornar enrere, de penediment, de soletat, d'haver malaguanyat ocasions que haguessin donat altre sentit a les seues vides".
Així mateix, la trama filada per Goodman i la dramatúrgia de Sellars reflecteixen aquesta erosió de la percepció pública dels personatges mitjançant un progressiu trencament de les convencions narratives acostumades. Ja l'episodi del ballet revolucionari al final del segon acte mescla fantasia i realitat, fent dubtar a l'espectador sobre quins aspectes d'allò representat són vertaders i quins merament una imaginació dels personatges. El recurs de "l'obra dins de 'obra" permet als autors jugar amb la metateatralitat de la situació: Per un costat, l'actor que realitza el paper del malvat terratinent és el mateix que abans cantava el rol de Kissinger, i la pròpia Pat Nixon comenta el paregut entre ambdós amb el seu marit ("Doesn't he look like you-know-who?"). Per altre, la diatriba propagandística de Jian Qing amb què es tanca el segment deriva, en la producció original dirigida per Sellars, en un linxament col·lectiu en el qual participen tant intèrprets com espectadors del ballet, i que destrossa el teatre on es realitzava la representació. Entremig d'aquest caos es pot entreveure, també, un comentari sobre el propi dramatisme de les execucions massives i humiliacions públiques portades a cap pel govern maoista.
L'últim estadi d'abandó de la narrativa convencional es dona, de nou, al tercer acte. En una primera versió del llibret, l'ambientació d'aquesta llarga escena estava destinada a ser un saló de banquets similar al ja aparegut en el final del primer acte, molt després que la celebració principal hagués finalitzat. Fou John Adams qui sol·licità canviar la localització a les cambres dels personatges després d'una primera lectura amb els cantants, considerant que solament d'aquesta manera es podria transmetre de manera adient la sensació d'intimitat i de nuesa emocional que el final de l'òpera requeria. El resultat acaba sent una mena d'espai abstracte, on les línies separatòries entre ubicacions es desdibuixen i fins i tot es veu alterada la progressió natural del temps: La revisió realitzada per Sellars de la producció original, portada a l'Òpera Metropolitana de Nova York el 2011 (anys després de la mort dels Nixon), no acabava amb els personatges solament adormint-se, sinó que transfigurava els seus llits en taüts, sobre els quals quedaven depositades banderes d'Estat i lliris blancs.

## Aspectes musicals
Aquesta fou la primera òpera escrita per John Adams, i la seva partitura denota una gran influència del corrent minimalista sorgit als anys 60 i 70, a la qual la seva música es va adscriure en un primer moment. Així, són freqüents al llarg de l'obra les repeticions de cél·lules melodico-rítmiques o una forta sensació de pols vertebrador que aporta dinamisme i direccionalitat a determinats passatges. Malgrat això, l'obra també conté diversos elements que l'allunyen d'altres experiments operístics realitzats en aquella época per diversos compositors minimalistes, com són les tres òperes que conformen la Portrait Trilogy de Philip Glass (Einstein on the beach, Akhnaten i Satyagraha). Thimoty Johnson les considera com una important influència en el plantejament conceptual de l'òpera, però també apunta que les complexes estructures harmòniques desenvolupades pel compositor i els esquemes mètrics en constant canvi que utilitza Adams a Nixon in China disten molt de les repeticions, en paraules del compositor, "sense sentit" que sovint caracterizen l'estil de Glass.
Altrament, Sarah Cahill, biògrafa d'Adams, opina que, de tots els compositors que es poden qualificar de minimalistes, Adams és, sense dubte, "el més arrelat en la tradició clàssica occidental", i certament aquest aspecte és apreciable en l'àmplia paleta d'influències que el compositor desplega al llarg de la teixit musical de l'òpera. Diversos comentaristes han connectat l'escriptura orquestral d'Adams a la de compositors com Wagner, Mahler, l'Stravinsky neoclàsic o fins i tot Gershwin, resaltant la presència de sonoritats jazzístiques o de big band en la partitura, molt en línia amb la música que els Nixon haurien escoltat de joves. Crida, així mateix, l'atenció el fet que no es donen en cap moment a la partitura tòpics musicals com els que havien caracteritzat les obres d'ambientació orientalista al repertori clàssic des del segle XVIII: Adams evita, entre d'altres, les sonoritats pentatòniques o de tons enters, les escales "exòtiques", els timbres de gong o celesta o les harmonies per quartes o quintes paral·leles que tan empleades havien sigut per compositors com Puccini (Turandot, Madama Butterfly) o Ravel (L'enfant et les Sortilèges) amb el fi d'evocar una certa ambientació xinesca o ajaponesada que, per altre costat, tenia poca relació amb la realitat.
A despit d'això, Adams segueix sent conscient de la tradició que el precedeix, i no es priva d'asignar determinats models pròpiament operístics als seus personatges i situacions. La forta presència del cor o les arriscades coloratures de Qian Jing a la seva ària de bravura ("I am the wife of Mao Tse-tung") serveixen d'exemple, així com l'amplísima tessitura i gran potència requerida pel paper de Mao, que ubica la seva tipologia vocal en el reialme del heldentenor o tenor heroic wagnerià. Igualment, el paper de Henry Kissinger s'emmarca dins del arquetip del basso buffo, amb les seues breus intervencions i l'efecte còmic de la seva aparició a l'obra de teatre del segon acte. Fins i tot el propi títol de l'òpera, Nixon in China, li permet entroncar-se en la línia de obres com Giulio Cesare in Eggito, de Händel o Iphigénie en Tauride, de Gluck.

## Instrumentació
La partitura d'Adams està pensada per a una orquestra de grans dimensions, conformada per 2 flautes (ambdues doblant flautins), 2 oboès (el segon doblant corn anglés), 3 clarinets en Si bemoll (el primer doblant clarinet en Mi bemoll, el segon i tercer ambdós doblant clarinets baixos en Si bemoll), 4 saxofons (el primer soprano en Si bemoll, el segon contralto en Mi bemoll, el tercer tenor en Si bemoll però també doblant alto en Mi bemoll i el quart baríton en Mi bemoll), 3 trompetes en Do, 3 trombons, percussió (a ser interpretada per un sol músic, incloent-hi caixa, tambor, bombo, plat suspès, plat rivetejat, hi-hat, triangle, pandereta, caixa xinesa, blocs de paper de vidre, cascavells, claqueta i glockenspiel), 2 pianos, sintetitzador samplejat i cordes.
A un nivell instrumental destaca la mancança dins la plantilla de clarinets, fagots i trompes, instruments de presència usualment indiscutible dins d'una orquestra sinfònica, així com la inclusió del quartet de saxofons i els dos pianos. Aquests reforcen, de nou, la sonoritat "moderna" i jazzística que Adams busca per reflectir el panorama musical estereotipadament americà amb què els Nixon es trobaven familiaritzats.

## Estrena i produccions notables
La primera versió de l'obra es va escoltar en San Francisco el maig de 1987, en una versió de concert amb discussions liderades per Adams a cada intermedi. Segons el periòdic Los Angeles Times, "un nombre dels espectadors es van absentar a mesura que l'obra avançava".

L'estrena oficial de Nixon in China es realitzà finalment a la Houston Grand Opera el 22 d'octubre de 1987. Aquesta entitat havia comissionat el projecte juntament amb la Brooklyn Academy of Arts (que estrenà l'obra el mateix any) i el John F. Kennedy Center for the Performing Arts (que l'estrenà a l'any següent, el 1988). La reacció inicial del públic i la crítica americana fou diversa, amb l'opinió dividida entre partidaris i detractors del treball d'Adams, Goodman i Sellars. Al llarg dels anys, però, Nixon in China ha guanyat popularitat entre els crítics. En la seva ressenya de la producció de l'Òpera Metropolitana de Nova York, a 2011, Mark Swede sintetitzava aquest sentiment, escrivint:
"Una òpera que va ser menyspreada el 1987 per grans crítics de Nova York -- com una "Òpera CNN" sense mèrits perdurables quan la va estrenar la Houston Grand Opera -- s'ha mantingut clarament rellevant. Arribant per primera vegada al Met, és aclamada com un clàssic."
L'estrena europea de Nixon in China es va donar el 1988, al Muziktheater d'Amsterdam. Han seguit produccions al Festival Internacional d'Edinburg (1988) les cases d'òpera de Bielefeld (1988) i Los Angeles (1990), a la Maison de la Culture de Bobigny, a Paris (1991), a l'English National Opera (2000), a l'Òpera Metropolitana de Nova York (2011, sota la direcció del compositor), a la Canadian Opera Company (2011), al Théâtre du Chatelet (2012, amb la surcoreana Sumi Jo al paper de Jian Qing) al Walt Disney Concert Hall (2017), o a la Staatsoper Stuttgart (2019), entre d'altres.
L'estrena espanyola de l'òpera es va donar el 17 d'abril de 2023, al Teatro Real, amb una producció nova de John Fulljames que havia sigut comissionada en conjunt amb la Kongelige Opera de Copenhague i la Scottish Opera. Curiosament, va coincidir en el temps amb una altra nova producció (aquesta de l'argentina Valentina Carrasco), estrenada el mes anterior a l'Opéra National de Paris, dirigida per Gustavo Dudamel i amb l'actuació de Renée Fleming al paper de Pat Nixon.
Nixon in China s'ha enregistrat com a CD d'àudio en dues ocasions: La primera, a càrrec de Nonesuch Records, es realitzà el 1987 i va mantenir tot l'elenc principal original, solament canviant l'orquestra i el cor per l'Orchestra of St. Luke's (OSL), sota la direcció del neerlandès Edo de Waart. Aquesta gravació va rebre al 1988 un Premi Grammy a Millor Composició Contemporània dins la categoria "Clàssica", i es reedità al 2011, coincidint amb la producció de l'Òpera Metropolitana de Nova York. La segona, enregistrada en viu al 2008 per la companyia Naxos, presenta la Marin Alsop dirigint l'orquestra i cor de l'Òpera de Colorado, amb papers principals interpretats per Robert Orth (Nixon), Maria Kanyova (Pat Nixon), Thomas Hammons (Kissinger), Chen-Ye Yuan (Zhou), Marc Heller (Mao) i Tracy Dahl (Jian Qing).
La producció original de l'òpera va ser filmada en vídeo per ser retransmesa al programa televisiu de la PBS Great Performances a l'any 1987. La reposició revisada d'aquesta producció a l'Òpera Metropolitana de Nova York (2011) també va rebre un enregistrament professional, i es troba disponible sota pagament a la pàgina web d'aquesta organització. Solament dues produccions més han sigut filmades, ambdues a França: la del Théâtre du Chatelet (2012, per Mezzo TV) i la de l'Opéra National de Paris (2023, per Medici.tv).